# Bloc Party
Bloc Party — британская инди-рок-группа. Название происходит от искажённого английского «block party» («квартальная вечеринка»), обозначения вечеринки, на которую могут быть приглашены местные музыкальные группы. Другой вариант происхождения названия — от слова «bloc» (англ. группа наций или объединение, имеющее общие интересы), что подчеркивает разнообразие расового состава музыкантов группы.

## История

### Основание
Прежде чем на свет появилась группа Bloc Party, были, конечно, и другие группы. Такие, как Superheroes of BMX, The Angel Range, Diet и Union. Во всех них заправляла одна и та же пара — вокалист Келе Окереке и гитарист Расселл Лиссак. До 2003 года вокруг этих двоих сменилось немало разных музыкантов и названий, пока, наконец, вместе с басистом Гордоном Моуксом, отозвавшимся на их объявление в журнале New Musical Express, и ударником Мэттом Тонгом они не оформились в Bloc Party. Дружба Окереке и Лиссака восходила ещё к 1998 году, когда они вместе ходили в школу в Эссексе. Когда Келе было 16, его перевели в другую школу — но случайная встреча с Расселом на фестивале в Рединге убедила обоих парней, что всё было не зря, и они вскоре организовали свою первую группу.

### Растущая популярность
Самым первым релизом группы стала песня «The Marshalls Are Dead», вышедшая в ноябре 2003 года и вошедшая в компиляцию молодых английских групп «The New Cross», выпущенную небольшим лейблом Angular Recording Corporation. В начале 2004 года группа записала сингл «She’s Hearing Voices»; лейбл Trash Aesthetics выпустил его на виниле. В начале 2004 года вокалист Келе Окереке отправился на концерт группы Franz Ferdinand и захватил с собой копию сингла — так, на всякий случай. Пластинка ему действительно пригодилась — после концерта он умудрился вручить её вокалисту Franz Ferdinand Алексу Капраносу. По стечению обстоятельств, Капранос в тот самый момент был в компании Стива Ламарка, довольно популярного диджея с Radio One. Ламарк настолько проникся песней «She’s Hearing Voices», что ставил её в эфир по нескольку раз в день, называя трек «гениальным». Позже он связался с музыкантами и пригласил их сыграть в живую в эфире его передачи. Такая активная раскрутка на главном радио страны пошла Bloc Party на пользу — вскоре лейблы уже стучали в их дверь один за другим. После некоторого размышления музыканты выбрали независимый лейбл Wichita Recordings, в основном специализирующийся на распространении в Англии альбомов американских инди-групп, таких, как Bright Eyes, Yeah Yeah Yeahs и My Morning Jacket.

### Silent Alarm (2005)
Дебютный альбом группы, Silent Alarm, вышел в феврале 2005 года. Первый сингл с альбома, «So Here We Are», попал в первую пятёрку великобританских чартов. Последующие синглы, «Banquet» (занял 13 позицию в чарте «Top 50 singles of 2005» NME), «Helicopter» (использован в саундтреке к играм FIFA 06, Marc Ecko’s Getting Up: Contents Under Pressure, Project Gotham Racing 3, Colin McRae: Dirt 2, Guitar Hero и Burnout Revenge) и «The Pioneers» были не столь популярны. Однако анимированное видео на песню «The Pioneers» четыре недели продержалось на вершине видео чарта NME. .
Несмотря на хорошие отзывы от американских критиков, в американских чартах группа не имела успеха.
В июле 2005 года группа вместе с продюсером Silent Alarm Полом Эпворфом выпускает два новых трека: «Hero» и «Two More Years», которые принесли группе успех в Англии. Песни вышли на EP «Two More Years». Он также содержал предыдущий сингл «Little Thoughts» и ремикс «Banquet», сделанный группой The Streets, к которому прилагалось видео.

### A Weekend in the City (2007)
Столь быстрый успех группы сделал своё дело — следующие полтора года Bloc Party беспрерывно гастролировали. По возвращении домой с гастролей Келе Окереке решил немного отвлечься — и закрутился в бесконечной вечеринке восточного Лондона. «Здесь такое место, что куда бы ты ни пошел, у кого-нибудь обязательно найдется кокаин», пожимает плечами он. «Здесь всегда готовы помешать тебе сохранять контроль над собой». Возможно, именно во время этого постоянного буйства у певца и родилась концепция новой пластинки «A Weekend in the City» — один уик-энд в городе, с вечера пятницы до утра воскресенья, как концентрация всех возможных эмоциональных переживаний. Впрочем, услышав фразу «концептуальный альбом», Келе Окереке тут же начинает неприятно ёжиться. «Концептуальный ли это альбом?», вопрошает он. «Черт его знает — в наши дни этим термином пользуются все подряд, и все имеют в виду что-то своё. Скажем так, в новых песнях действительно есть какие-то постоянные темы. В этот раз я хотел, чтобы у пластинки был какой-то центр». Новый альбом вышел в свет 5 февраля 2007 года — он сразу же попал на второе место британского хит-парада, обойдя таких конкурентов, как группу Fall Out Boy. Рецензии музыкальной прессы были по большей части положительными — многие обозреватели отметили нежелание группы почивать на лаврах и их стремление вовсю экспериментировать с новыми и неожиданными звучаниями. С «A Weekend in the City» было выпущено 3 сингла «The Prayer», «I Still Remember» и «Hunting for Witches».

### One More Chance и перерыв (2009—2011)
В июле 2009-го у группы нет контракта и, следовательно, никаких жестких рамок по записи материала. После выпуска One More Chance в августе 2009-го группа берет паузу, причем никто из участников не уверен, будет ли у Bloc Party продолжение.

### Four, The Nextwave Sessions, перерыв и запись пятого альбома (2011—2014)
Bloc Party начали писать материал для следующего альбома в 2011 году, решив отказаться от гастролей. В это время Келе записывает «The Hunter» EP. В мае 2012 года группа анонсирует «Four», который выходит 20 августа того же года. За неделю до релиза альбом можно было полностью послушать на сайте группы. Перед этим, в июле, выходит сингл «Octopus» и, чуть позже, «Day Four». «Four» добрался до третьего места в UK Albums Chart и до 36-го в Billboard 200.
Группа выпускает новый материал в 2013 г. во время турне по Северной Америке: «Children of the Future», «Ratchet», «Montreal» и «X-cutioner’s Song» . 12 августа того же года состоялся релиз «The Nextwave Sessions» EP. Затем группа снова разбегается на неопределенный срок. Позже об уходе из группы объявляет барабанщик Мэтт Тонг.
В сентябре 2014-го Келе объявляет, что Bloc Party записывают пятый альбом.

## Музыкальный стиль
Гитарное звучание Bloc Party определили такие коллективы, как The Chemical Brothers, The Cure, Joy Division, Sonic Youth, Blur, и The Smiths. Окереке особенно выделяет альбом пост-рокеров Mogwai «Mogwai Young Team» как изменивший его музыкальные взгляды и ставший своего рода отправной точкой в творчестве. Также среди исполнителей, наиболее повлиявших на группу, он называет Suede, добавляя при этом, что Dog Man Star был первым альбомом, в который он влюбился. Когда группа впервые громко заявила о себе, многие отметили некоторое сходство с Gang of Four, что, однако, вызвало у самих участников досаду, так как по их словам им никогда «особо не нравились» Gang of Four. Достичь уникального стиля группа стремилась, активно используя дилэй и другие «педальные» эффекты. Во время записи второго альбома «A Weekend in the City», группа планировала, что на нём будут «RnB биты, а также трек, на котором Тонг и Моукс, одновременно играют на барабанах разный рисунок, хрупкий и в то же время пробирающе до нутра громкий», в противопоставление их привычному звуку. Также отмечалось стилевое сходство группы с Radiohead, U2, Depeche Mode, и Björk. Одно из наиболее заметных отличий «A Weekend in the City» от дебютного «Silent Alarm» состояло в большей «многослойности» песен из-за появившихся струнных аранжировок.

После релиза «Flux» стиль группы становится более электронным. Mercury продолжил эту линию, все дальше уводящую Bloc Party от первоначального, более гитарного, стиля к экспериментам с dark-электроникой и даже духовыми; здесь отмечается влияние Siouxsie and the Banshees. На третьем альбоме Intimacy к арсеналу инструментов и эффектов добавился синтезатор, обработанные барабанные партии, лупы, вокодер и хоровые аранжировки. Несмотря на электронный уклон, гитара на альбоме по-прежнему занимает одно из первых мест. В одном из интервью Окереке позже говорил, что, возможно, четвёртый альбом будет записан в этом же ключе. Мэтт Тонг, в свою очередь, добавил к этому, что: «вовсе не исключено, что мы вернемся к более роковому звуку, но думаю, мы уже никогда не будем записывать песни в духе Silent Alarm». Микс 2009 Vice Records включил в себя треки, повлиявшие на Bloc Party:
- Eagle Boston’s «Wild Wild Ost»
- Pylon’s «Working Is No Problem»
- Delta 5’s «Mind Your Own Business»
- John Foxx’s «Underpass»
- Prince’s «I Would Die 4 U» (also covered live)
- Sonic Youth’s «Youth Against Fascism»
- Dinosaur Jr.'s «Freak Scene»
- La Roux’s «Quicksand (Nightrunners Edit)»
- Bruce Springsteen’s "57 Channels (And Nothin' On)

## Дискография

### Студийные альбомы
- Silent Alarm (14 Февраля 2005) — UK: #3, AUS: #30, US: #114
- A Weekend in the City (5 Февраля 2007) — UK: #2, AUS: #2, US: #12
- Intimacy (27 октября 2008); с 21 Августа 2008 — официально в MP3
- Four (20 августа 2012)
- Hymns (29 января 2016)
- Alpha Games (29 апреля 2022)

### Альбомы ремиксов
- Silent Alarm Remixed (29 Августа 2005) — UK: #54
- Intimacy Remixed (11 Мая 2009) — UK: #79

### EP
- Bloc Party EP (24 мая 2004)
- Little Thoughts EP (15 декабря 2004)
- Two More Years EP (5 февраля 2007)
- The Nextwave Sessions EP (12 августа 2013)

### Синглы
| Год  | Песня                      | Страна | Позиция в чарте  | Позиция в чарте   | Позиция в чарте | Позиция в чарте  | Альбом                              |
| Год  | Песня                      | Страна | UK Singles Chart | IRE Singles Chart | ARIA Singles    | U.S. Modern Rock | Альбом                              |
| ---- | -------------------------- | ------ | ---------------- | ----------------- | --------------- | ---------------- | ----------------------------------- |
| 2004 | «She's Hearing Voices»     | UK     | —                | —                 | —               | —                | Bloc Party EP                       |
| 2004 | «Banquet/Staying Fat»      | UK     | 51               | —                 | —               | —                | Bloc Party EP                       |
| 2004 | «Little Thoughts/Tulips»   | UK     | 38               | —                 | —               | —                | Little Thoughts EP                  |
| 2004 | «Helicopter»               | UK     | 26               | —                 | —               | —                | Little Thoughts EP                  |
| 2005 | «Tulips»                   | US     | 126              | —                 | —               | —                | Little Thoughts EP                  |
| 2005 | «So Here We Are»           | UK     | 5                | —                 | —               | —                | Silent Alarm                        |
| 2005 | «Banquet»                  | UK     | 13               | —                 | —               | 34               | Silent Alarm                        |
| 2005 | «The Pioneers»             | UK     | 18               | —                 | —               | —                | Silent Alarm                        |
| 2005 | «Two More Years»           | UK     | 7                | —                 | —               | —                | Silent Alarm (переиздания)          |
| 2006 | «Helicopter» (переиздания) | US     | —                | —                 | —               | —                | Silent Alarm                        |
| 2007 | «The Prayer»               | UK     | 4                | 18                | 20              | —                | A Weekend in the City               |
| 2007 | «I Still Remember»         | UK     | 20               | —                 | —               | 24               | A Weekend in the City               |
| 2007 | «Hunting for Witches»      | UK     | 22               | —                 | 7               | —                | A Weekend in the City               |
| 2007 | «Flux»                     | UK     | 8                | —                 | —               | —                | A Weekend in the City (переиздания) |
| 2016 | «Stunt Queen»              | UK     |                  |                   |                 |                  | HYMNS                               |